# Le diable dans le beffroi
Le diable dans le beffroi è un'opera comica in un atto e due quadri di Claude Debussy tratta dal racconto di Edgar Allan Poe The Devil in the Belfry. L'opera, incompiuta, è stata scritta fra il 1902 e il 1911 su libretto dello stesso Debussy.

## Storia
Nel 1902 Debussy ottenne un meritato successo con le rappresentazioni del Pelléas et Mélisande; poco dopo, nel mese di giugno, iniziò quindi a pensare ad altri progetti tra i quali uno a cui teneva molto, un'opera tratta da un racconto di Edgar Allan Poe, The Devil in the Belfry, che aveva letto nella traduzione francese di Charles Baudelaire. Già nel 1890 il musicista si era interessato a realizzare un lavoro su La caduta della casa degli Usher, dichiarando in un'intervista che Poe, insieme a Flaubert, era il suo scrittore preferito. L'opera rimase però momentaneamente accantonata perché Debussy preferì dedicarsi a composizioni per pianoforte quali Estampes e Images.
Nel 1903 egli riprese in mano la partitura dell'opera, di cui aveva già scritto il libretto, e a ottobre concluse un contratto con l'editore Jacques Durand per mettere in scena Le diable dans le beffroi al Théâtre national de l'Opéra-Comique; il progetto presentato venne però respinto e l'opera rimase ancora una volta nel cassetto. Il contratto con Durand aveva la scadenza al 15 maggio 1905, ma venne prorogato al 15 aprile 1907.
Le diable  secondo Debussy avrebbe dovuto essere un'opera corale con una sola voce solista, quella del diavolo che, inoltre, non avrebbe mai dovuto smettere di fischiettare. L'unico utilizzo che il musicista fece della parte già scritta fu trascriverla in un brevissimo brano per pianoforte, Morceau de concours, che gli serviva per partecipare, verso la fine del 1904, a un concorso bandito dalla rivista Musica.
Nel 1908 il Manhattan Opera House rappresentò, in prima americana, Pélleas et Mélisande con grande successo, cosa che indusse il direttore del Metropolitan Opera House, Giulio Gatti-Casazza, a offrire a Debussy un contratto per due nuove opere, Le diable dans le beffroi e La chute de la maison Usher, con la clausola che fossero eseguite nella stessa serata. Nonostante l'anticipo versato fosse di 2000 franchi, Debussy scrisse a Gatti-Casazza dicendo che non sarebbe forse mai riuscito a completare il lavoro poiché la sua priorità era di scrivere per se stesso e non si curava delle esigenze altrui. Infatti, malgrado questi impegni, il lavoro di Debussy non andava avanti e, per il suo continuo bisogno di denaro, esagerava il racconto dell'avanzamento della partitura con il suo editore al fine di incassare altri anticipi.
Nel 1911, dopo la prima de Le martyre de Saint Sébastien, il compositore, anche se ufficialmente stava ancora lavorando alle due opere, decise di averne abbastanza di Le diable dans le beffroi e la accantonò definitivamente. Tutto quello che resta di quest'opera sono tre pagine di partitura del primo quadro, probabilmente scritte già nel 1903, relative a un'eventuale orchestrazione, ma che non comprendevano parti cantate.
Il 31 marzo 1912 Debussy suonò alcuni brani tratti dall'opera, in versione per pianoforte, per farli ascoltare a Henri Büsser. Queste pagine, ritrovate nel 1970, sono poi state pubblicate da Durand nel 2006 nella Edition Critique des Oeuvres Complètes de Debussy. Una prima esecuzione, in forma di concerto, è stata realizzata solo nel 2012 al Centre des Arts Crowley di Montreal in Canada utilizzando i brani rimasti dell'opera e riorchestrati da Robert Orledge.

## Trama
- Primo quadro. In un villaggio olandese

In un piccolo villaggio in Olanda il campanaro, a mezzogiorno in punto, si prepara per suonare le campane e indicare l'ora, quando il diavolo, comparso all'improvviso, si introduce nel campanile portando un grosso violino sotto il braccio e fa suonare le tredici anziché le dodici; quindi scende in piazza e si mescola fra le persone stupefatte, facendo burle e cattiverie. Il sindaco allora chiede al figlio del campanaro di suonare con le campane della musica sacra per scacciare il demonio, ma quest'ultimo riesce a trasformare la musica in una allegra giga che egli accompagna suonando il suo violino. Tutti i paesani provano un impulso irrefrenabile a danzare e vengono sospinti dal diavolo verso un canale, ma prima che cadano tutti in acqua, il demonio interrompe la musica alzando l'archetto dal violino.
- Secondo quadro. In un villaggio italiano

Il villaggio e i paesani assomigliano molto a quelli della prima parte; essi si differenziano però per il carattere più sfacciato e ardito. Jean, il figlio del campanaro, è innamorato di Jeannette, la figlia del sindaco e proprio a causa di questo sentimento è diventato immune dal maleficio del diavolo. La ragazza, però, mantiene le distanze e si burla di lui. Jean allora sale sul campanile e inizia a recitare una preghiera ad alta voce. Il diavolo è vinto, il suo incantesimo si spezza e, con un lampo, sparisce. Quando l'orologio del campanile torna a suonare le dodici, tutto ritorna normale.